# Saranaca apicalis
Saranaca apicalis là một loài tò vò trong họ Ichneumonidae.